# Danse du cerf

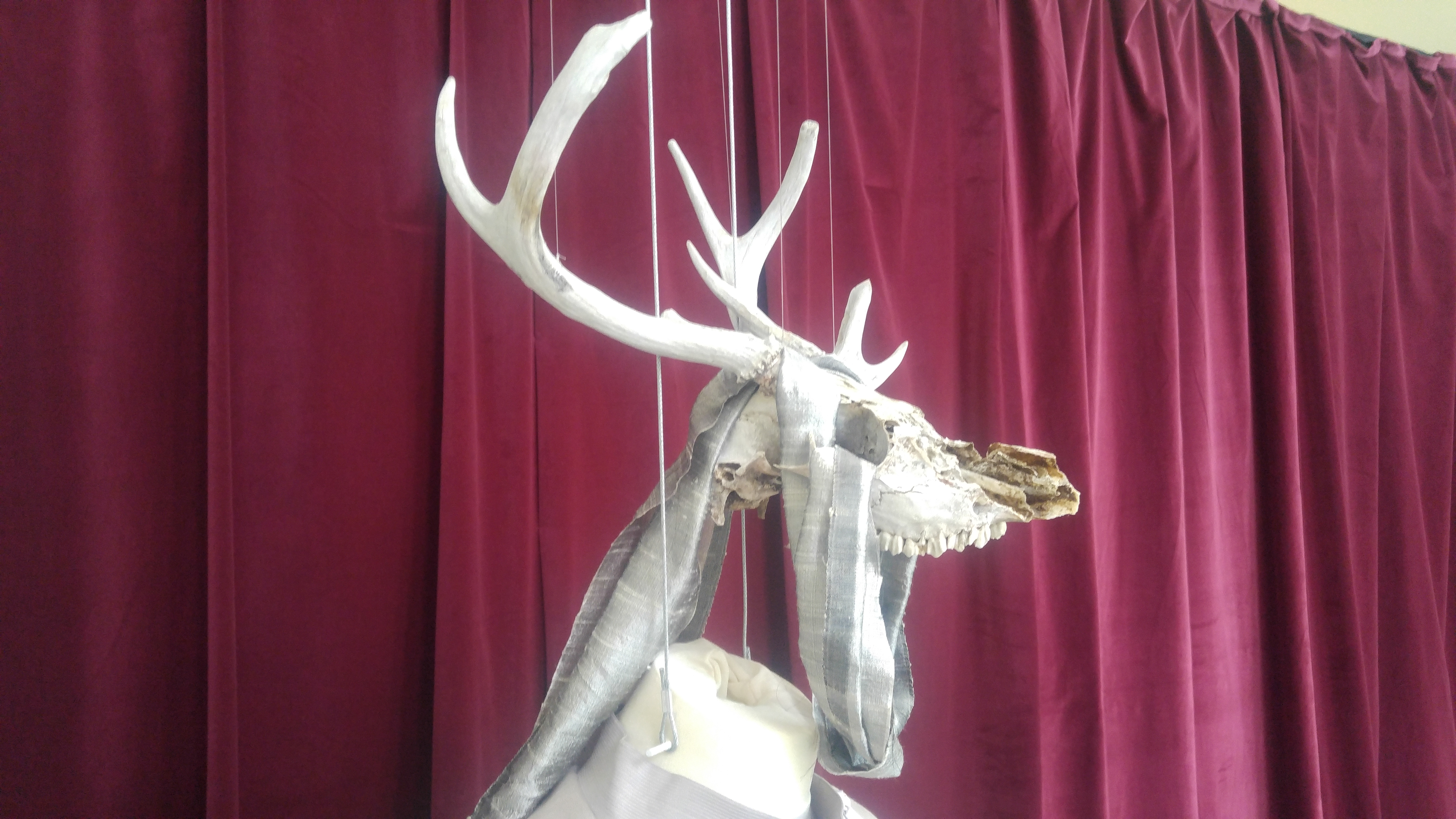
Pour cette œuvre intitulée Deer Dancer, Hanna Tuulikki s'est inspirée de diverses traditions à travers le monde.

La danse du cerf est une danse traditionnelle exécutée par une ou plusieurs personnes déguisées en cerfs. On la retrouve dans plusieurs endroits du monde.

## Angleterre
- Abbots Bromley Horn Dance : L'Abbots Bromley Horn Dance est une danse traditionnelle anglaise qui remonte au Moyen Âge. La danse a lieu chaque année à Abbots Bromley, un village du Staffordshire. La version moderne de la danse met en scène des bois de rennes, un hobby horse (en), Belle Marianne et un fou.

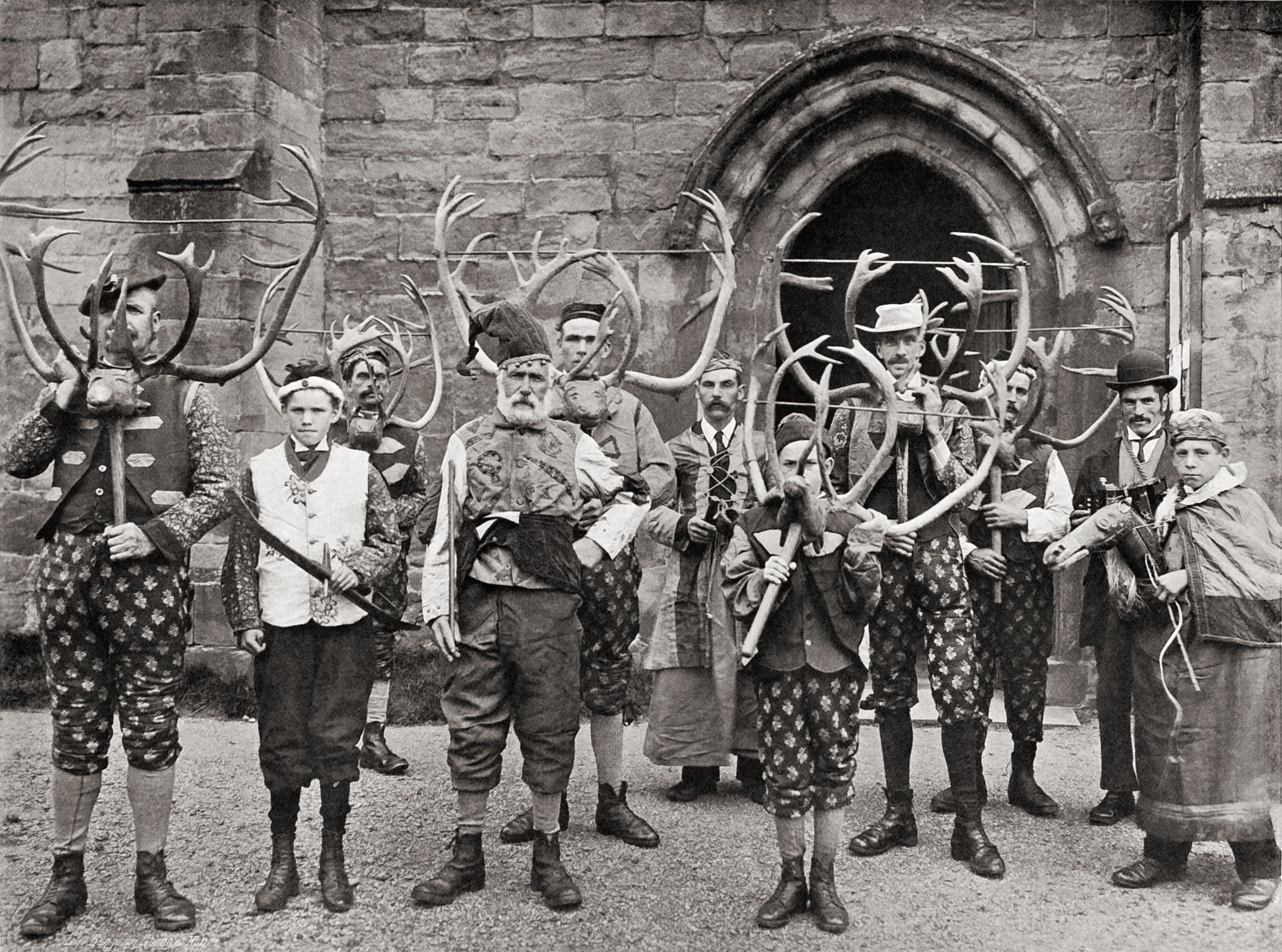
Vers 1900. Photo de John Benjamin Stone
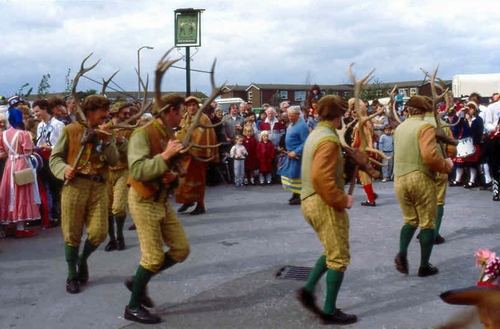
1985
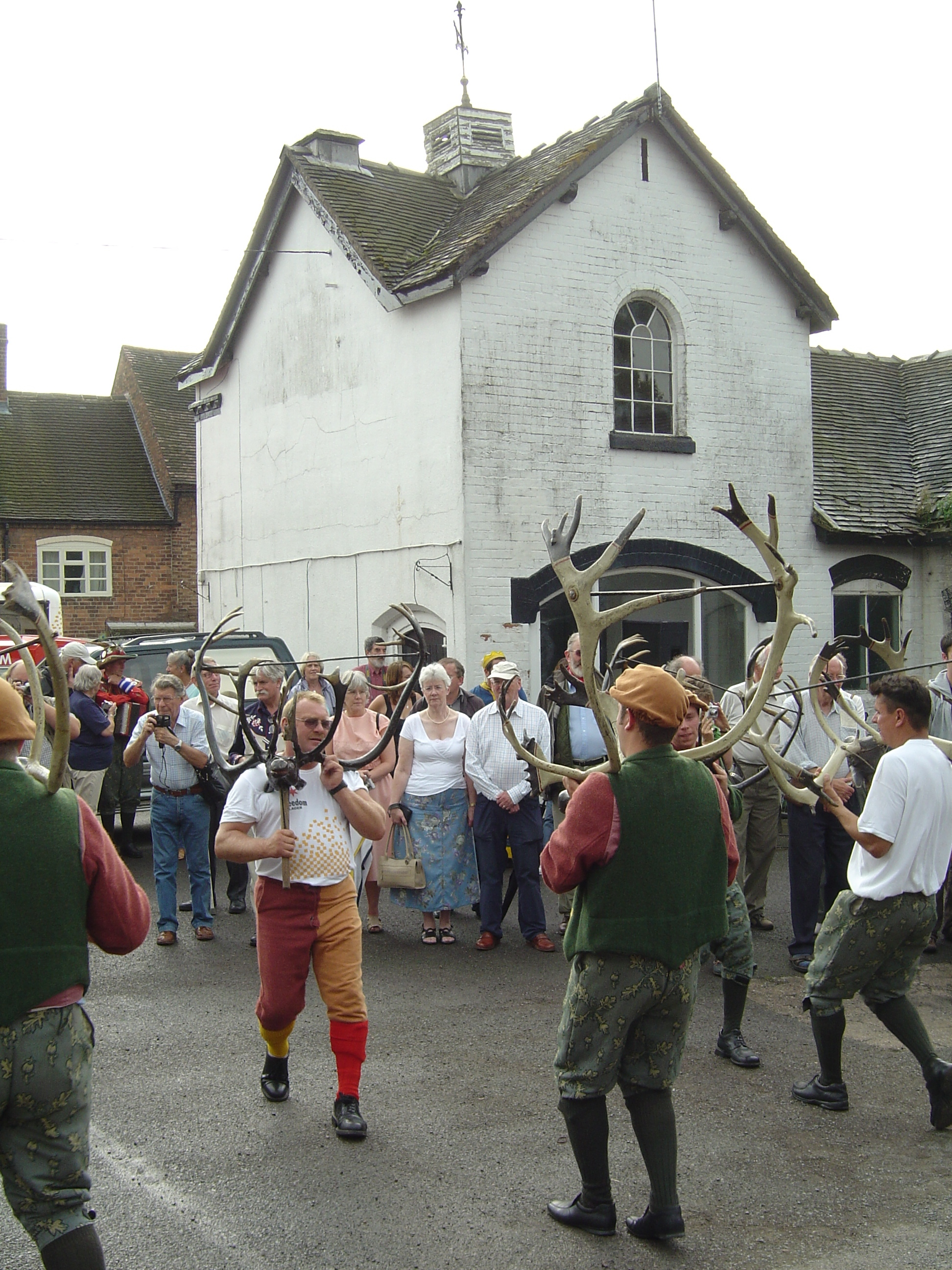
2006
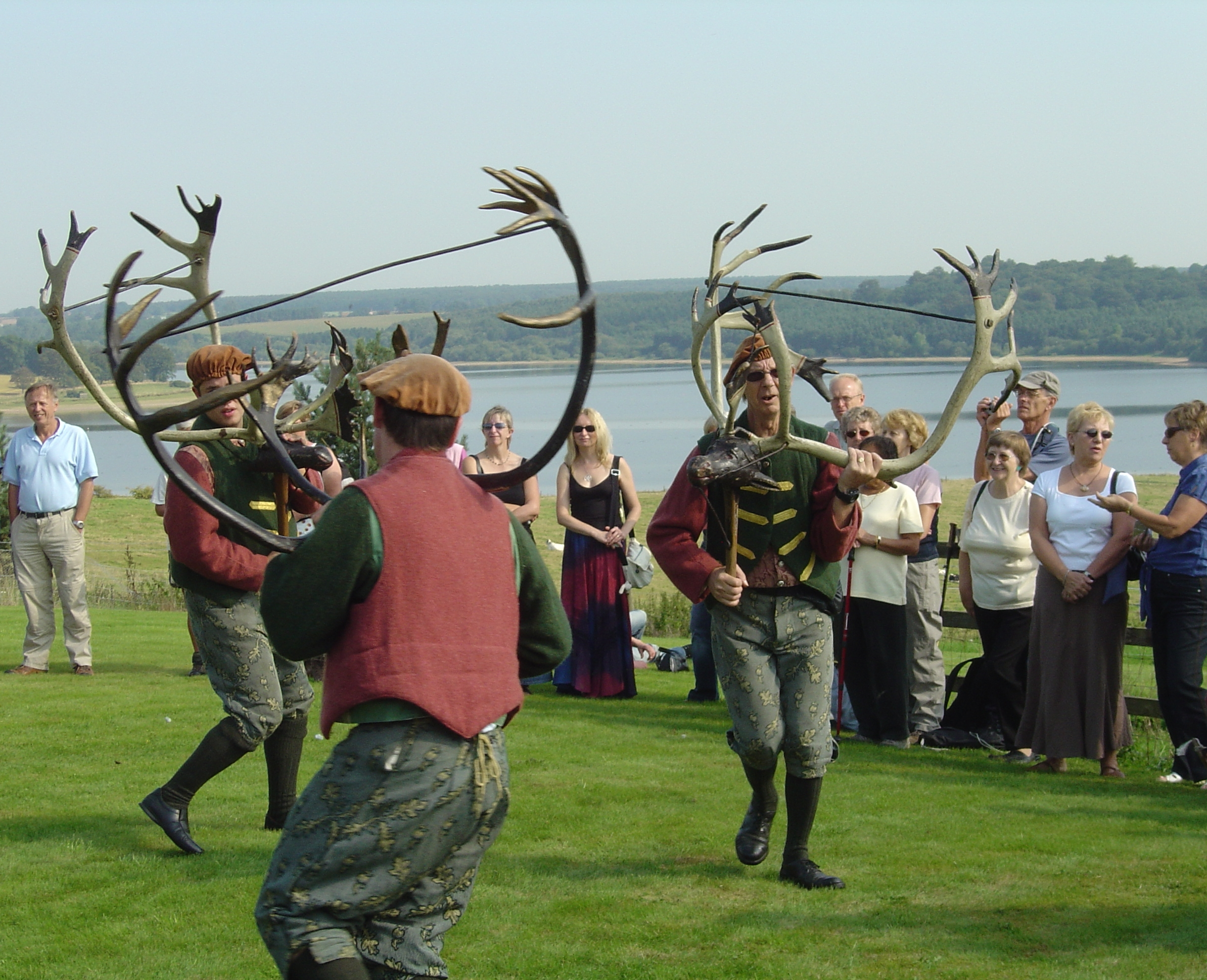
2006
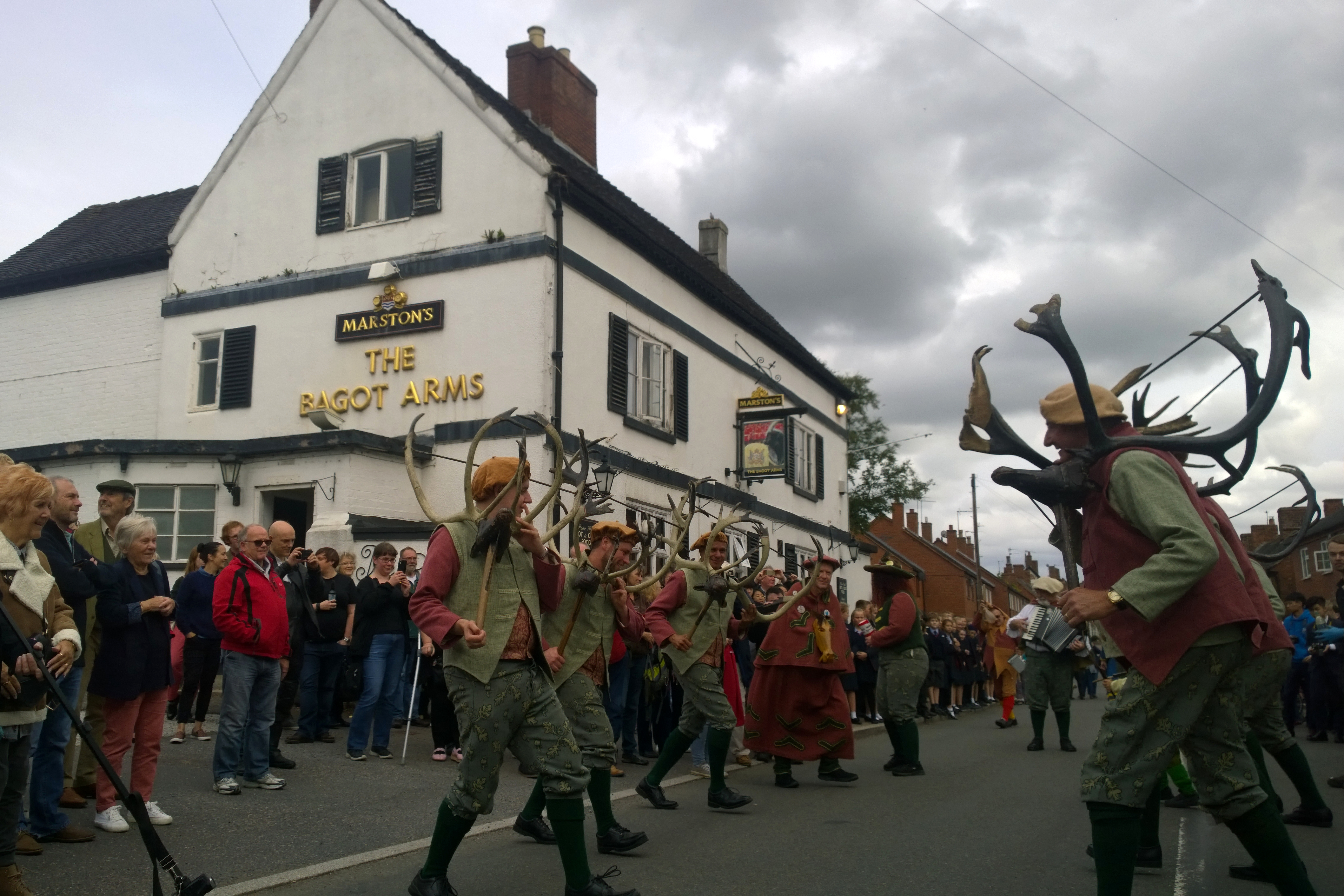
2018

## Belize
- Festival de la danse du cerf à San Antonio[2]

## Birmanie
- Danse du cerf chez les Shans

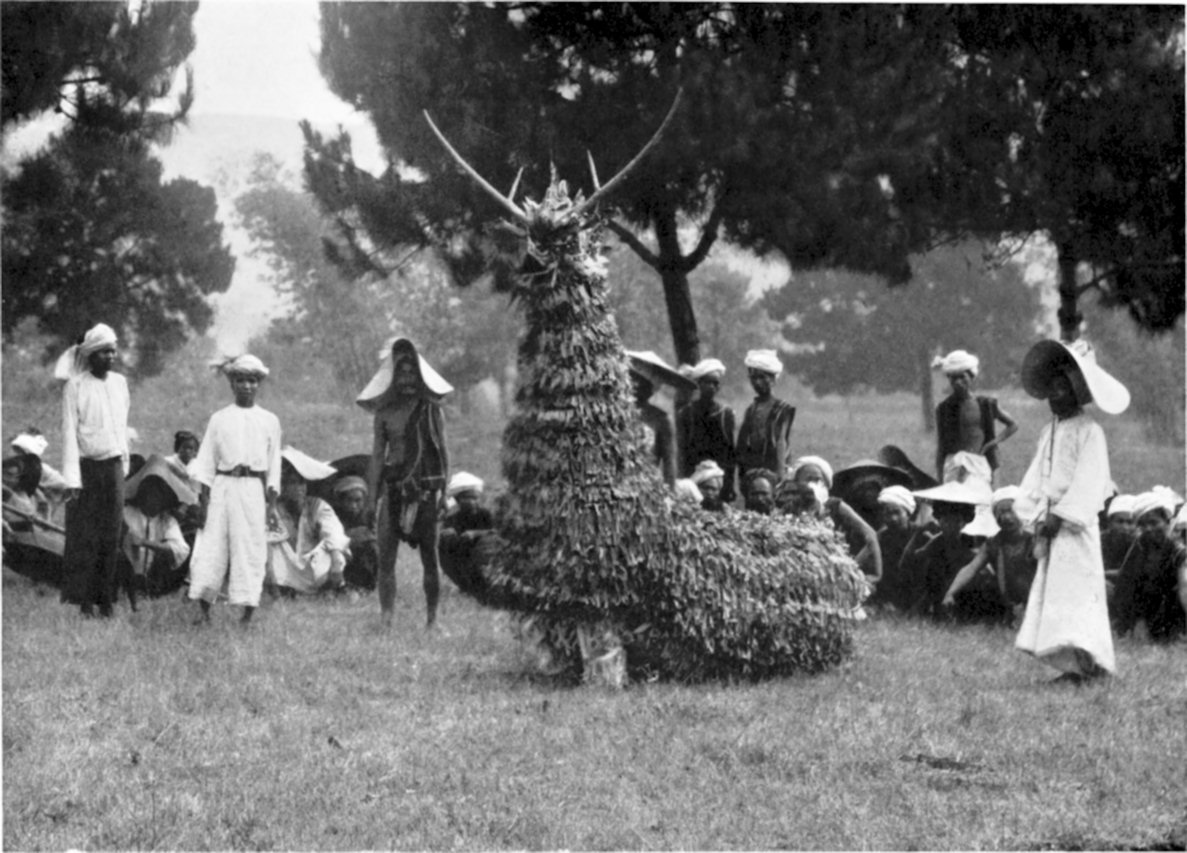
Cérémonie shan, 1912

## Cambodge
- Leng trott : « Deux danseurs, portent des masques et armés d'arcs, miment à la fois des démons et des chasseurs qui poursuivent un cerf matérialisé par un massacre fixé sur un long morceau de bois qu'un troisième danseur tient entre ses jambes »[3].

## États-Unis

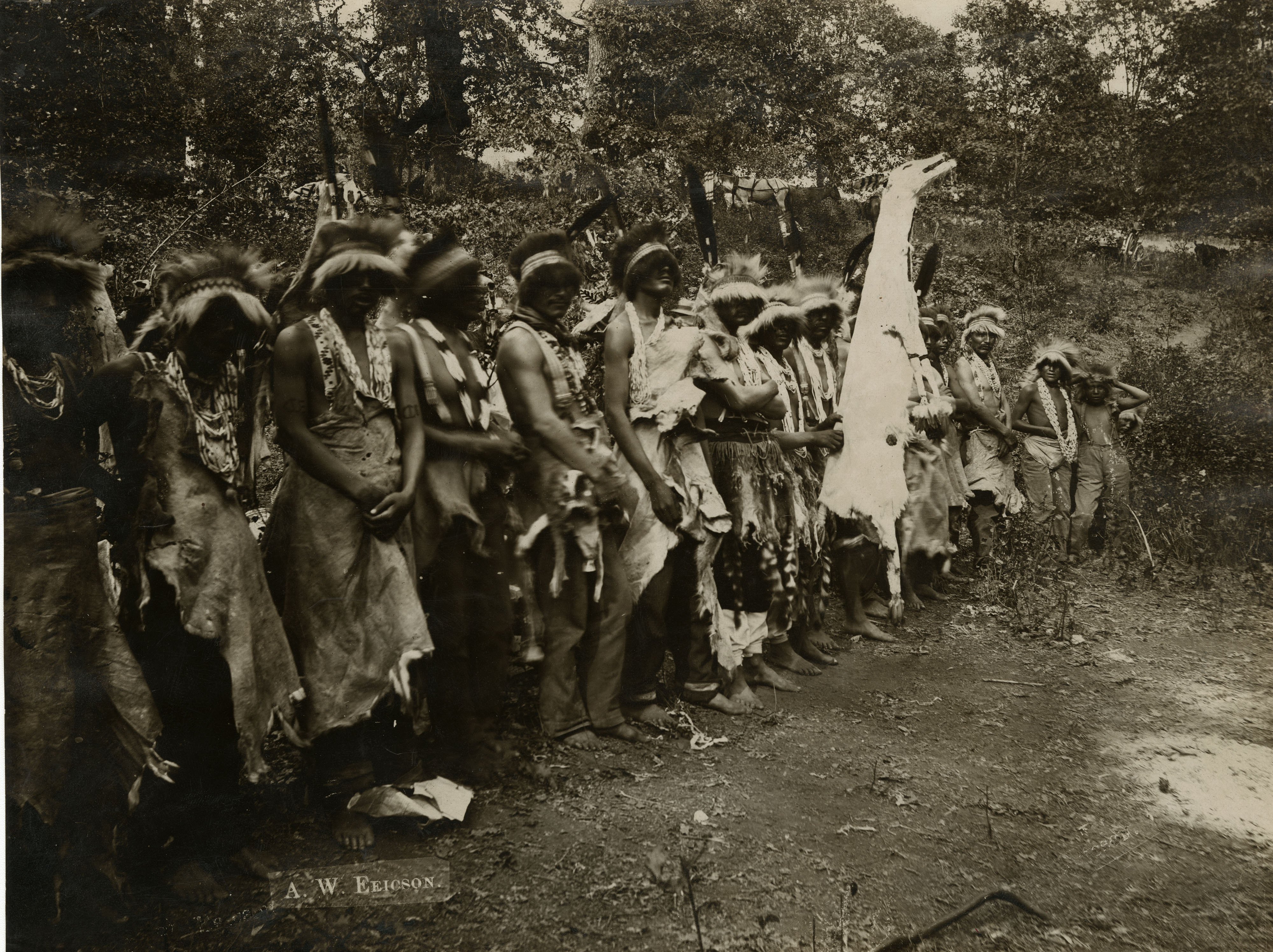
Des Hupas organise une Danse du cerf blanc le long de la Redwood Highway vers 1900. Picture This : Perspectives californiennes sur l'histoire américaine, un projet du musée d'Oakland de l'initiative technologique du musée de Californie pour la diffusion éducative.
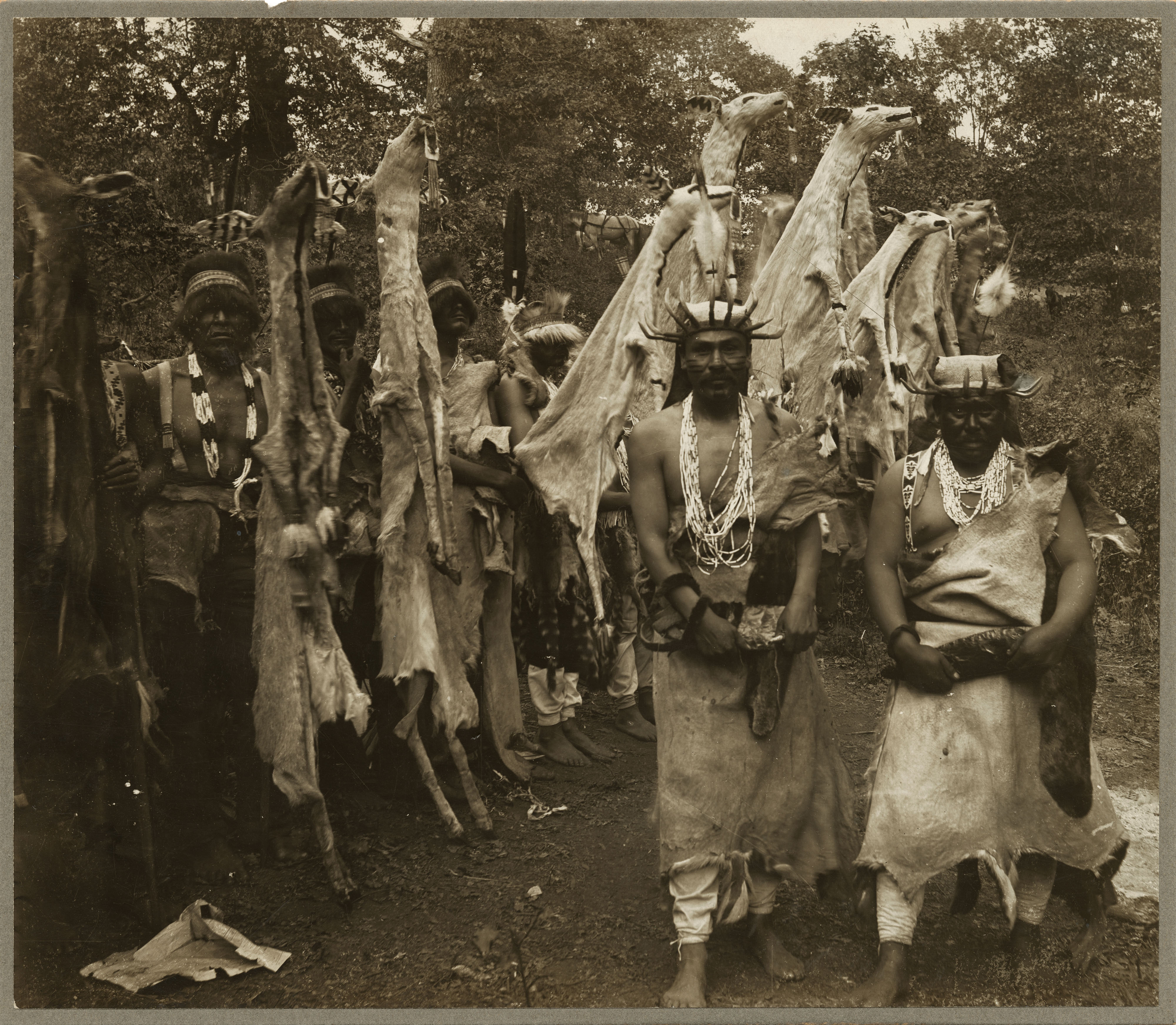
Des Hupas organise une Danse du cerf blanc le long de la Redwood Highway vers 1900.
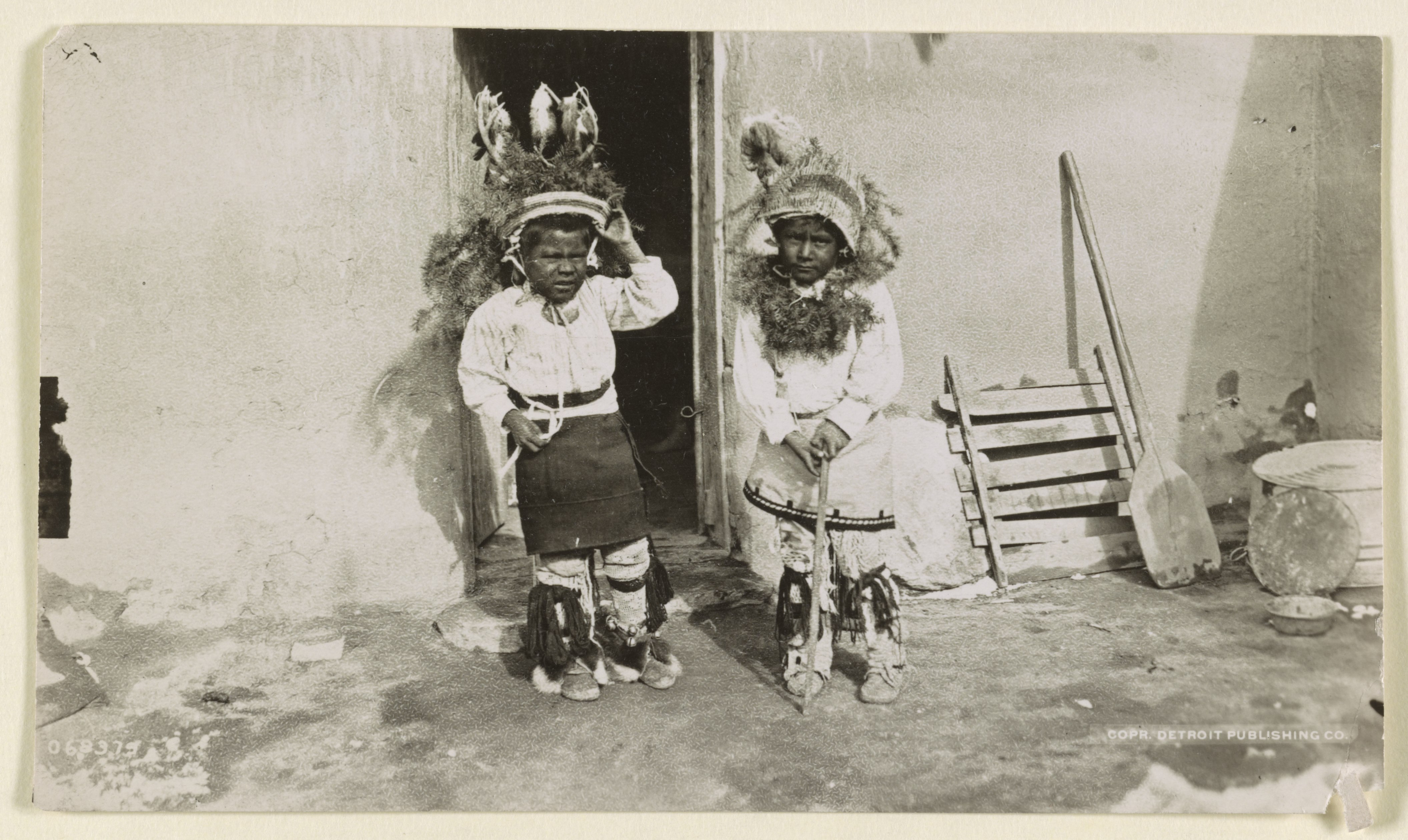
Deux enfants de Cochiti apprenant la danse du cerf
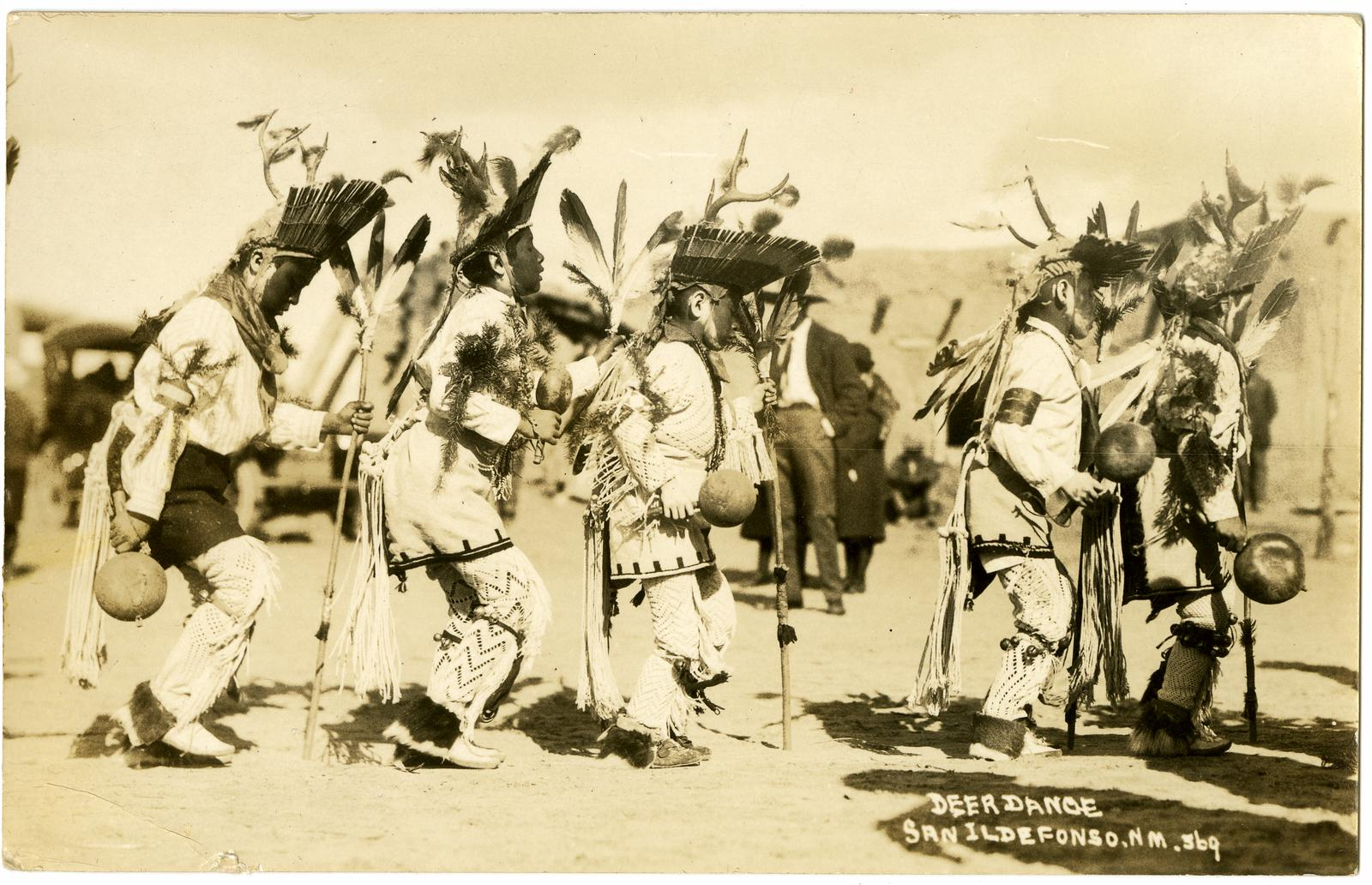
Danse du daim, Pueblo San Ildefonso, entre 1918 et 1930

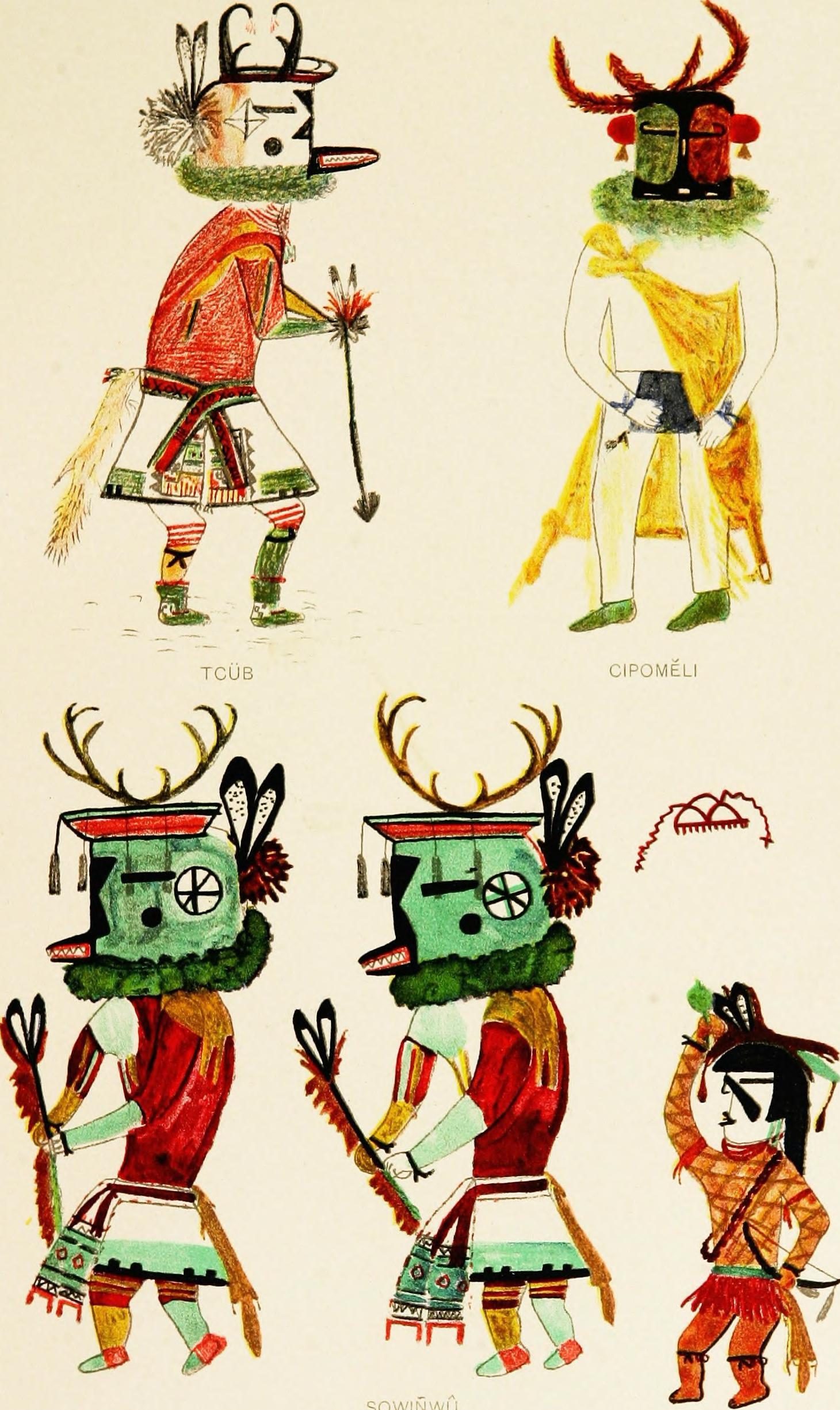
Kachinas hopis, vers 1904
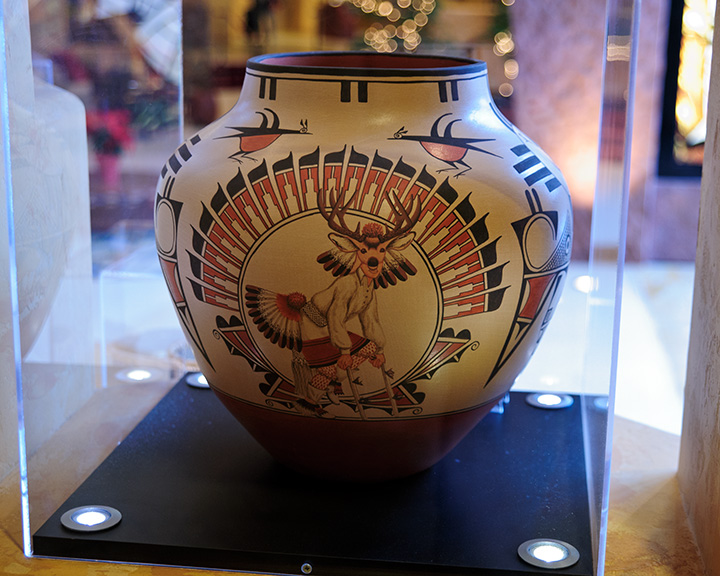
Poterie représentant un danseur
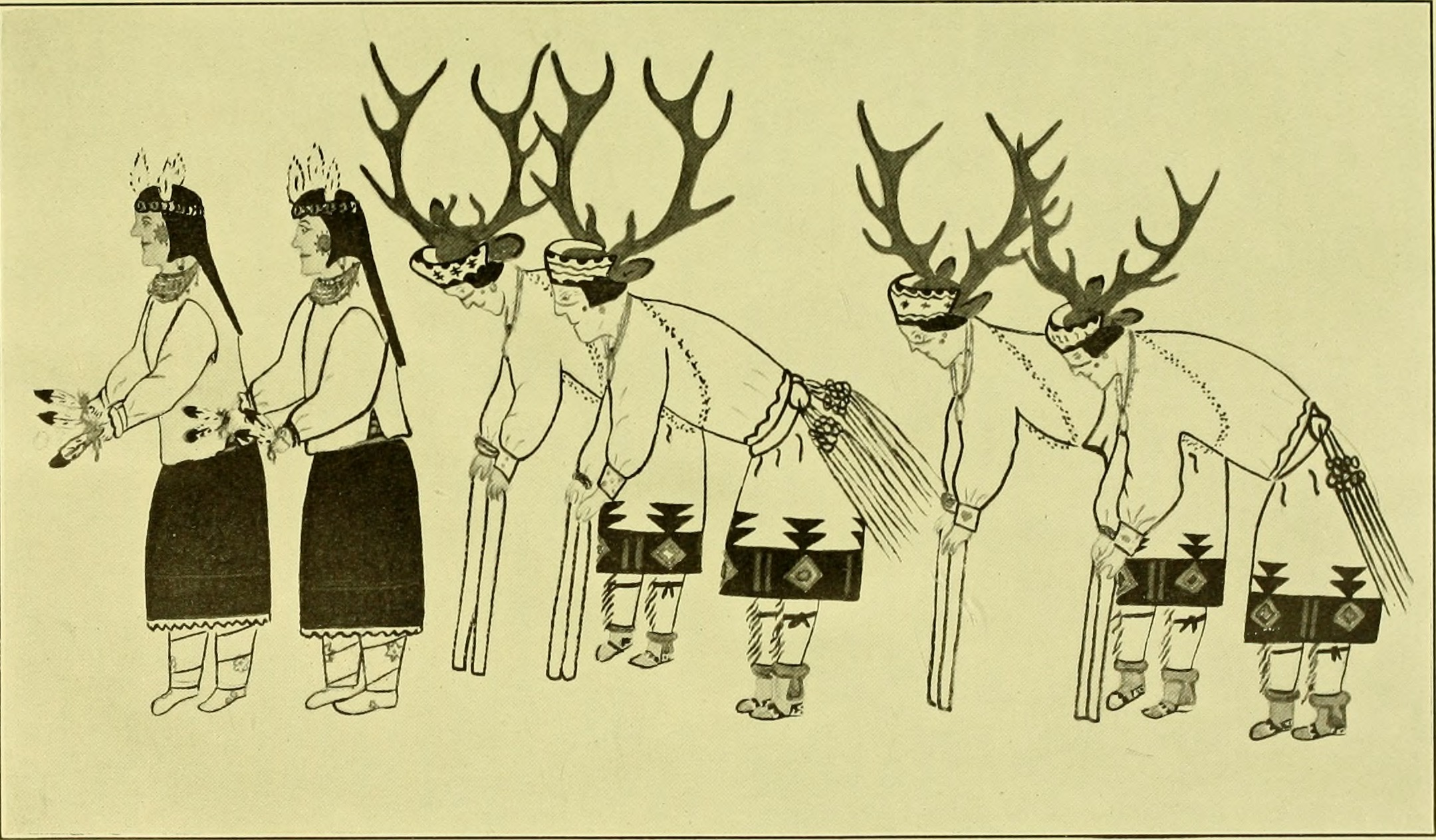
`Vers 1929, Smithsonian Institution Archives (en)

## Guatemala
- Danse du cerf, avec comme percussion le teponaztli. Cette danse, d'origine pré-hispanique, nécessite 26 danseurs, et « dans cette danse, un tigre et un lion se battent pour chasser un cerf. De même, un groupe de jeunes hommes accompagnés de chiens qui poursuivent le cerf en question[4] »

## Inde
- Manattam dans le Tamil Nadu

## Japon

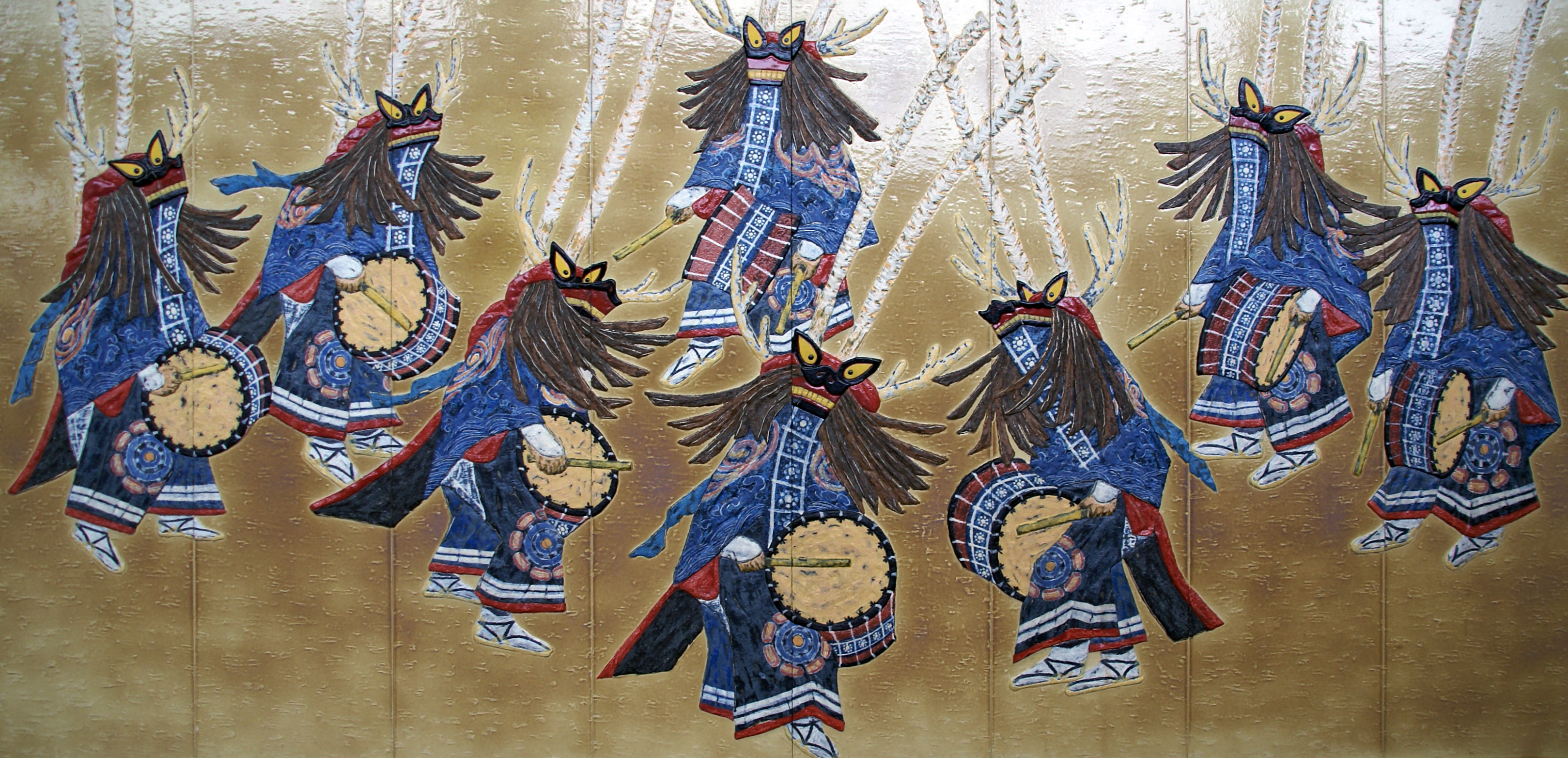
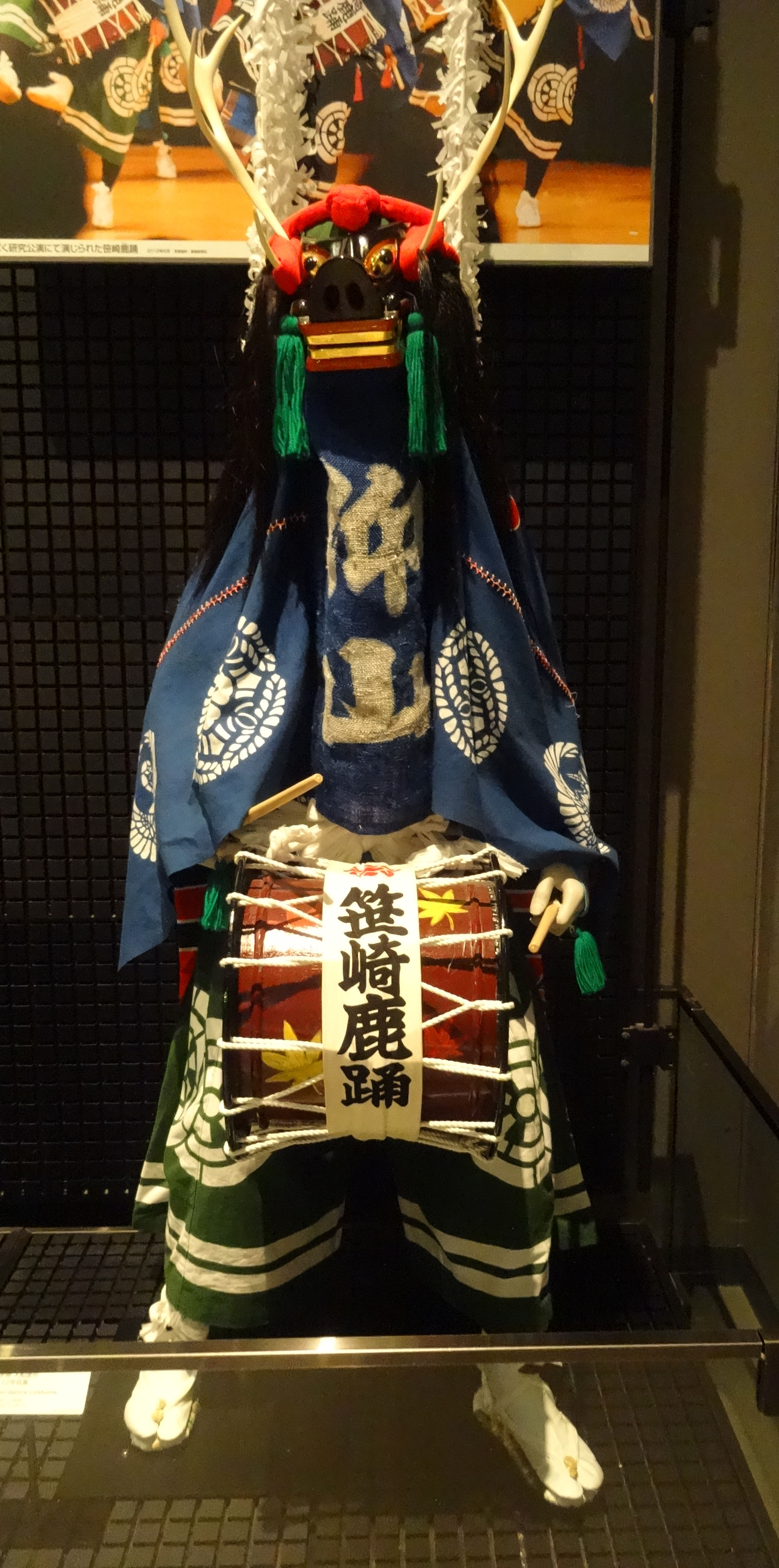
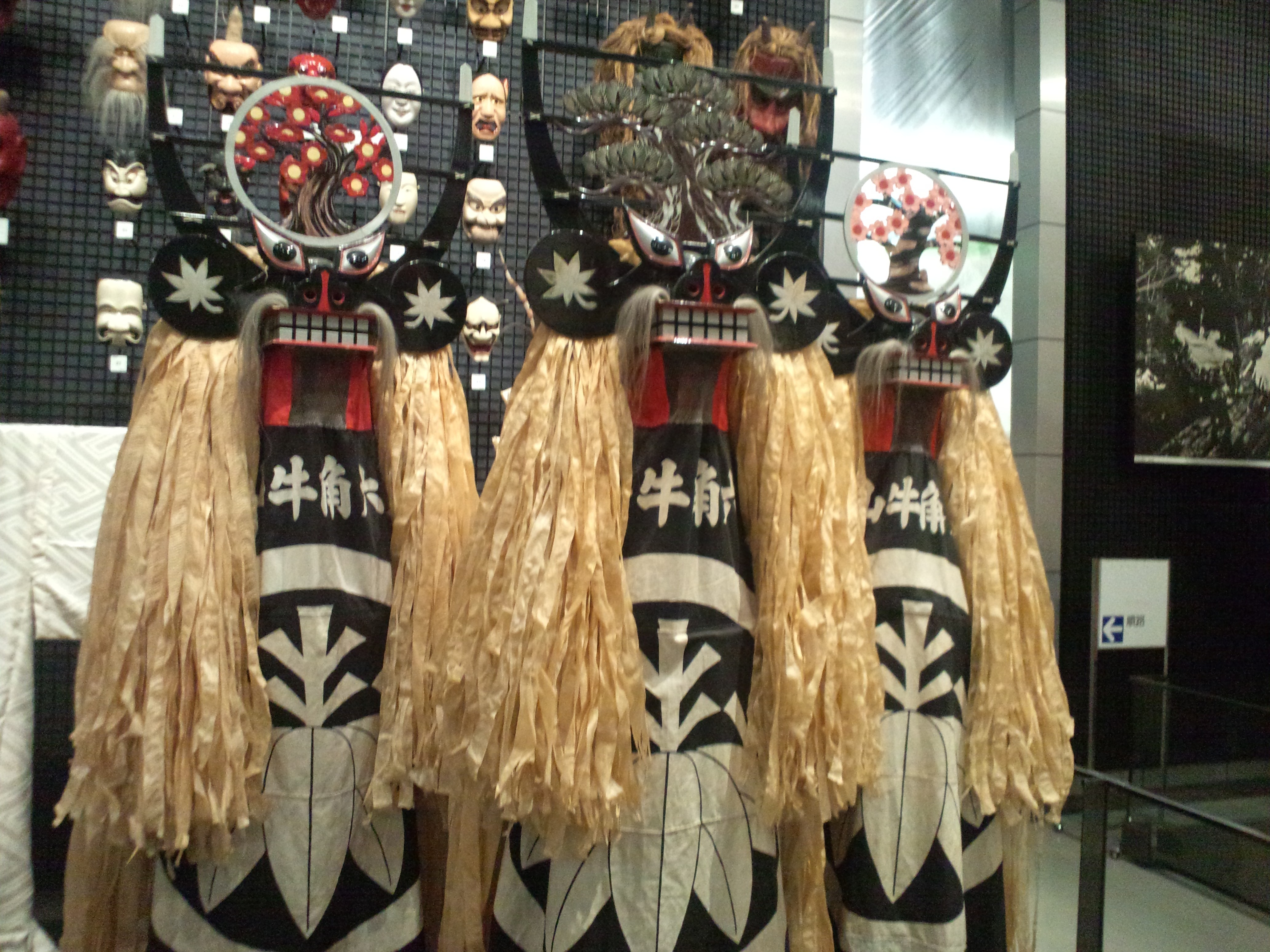

- Shika-odori (ja)

## Mexique
- Danza del Venado chez les Mayos et Yaquis de Sinaloa et Sinaloa

Le cerf était une source de nourriture importante pour les Méso-Américains, et sa peau était utilisée à diverses fins, notamment pour envelopper les paquets rituels et comme feuilles (pages) pour les manuscrits sérigraphiés qui contenaient toutes sortes de connaissances, de l'histoire à la mythologie religieuse en passant par l'astrologie et l'astronomie. Le cerf était également l'animal spirituel de la mère de la divinité mexicaine Quetzalcóatl et de l'épouse du dieu du maïs chez les Mayas

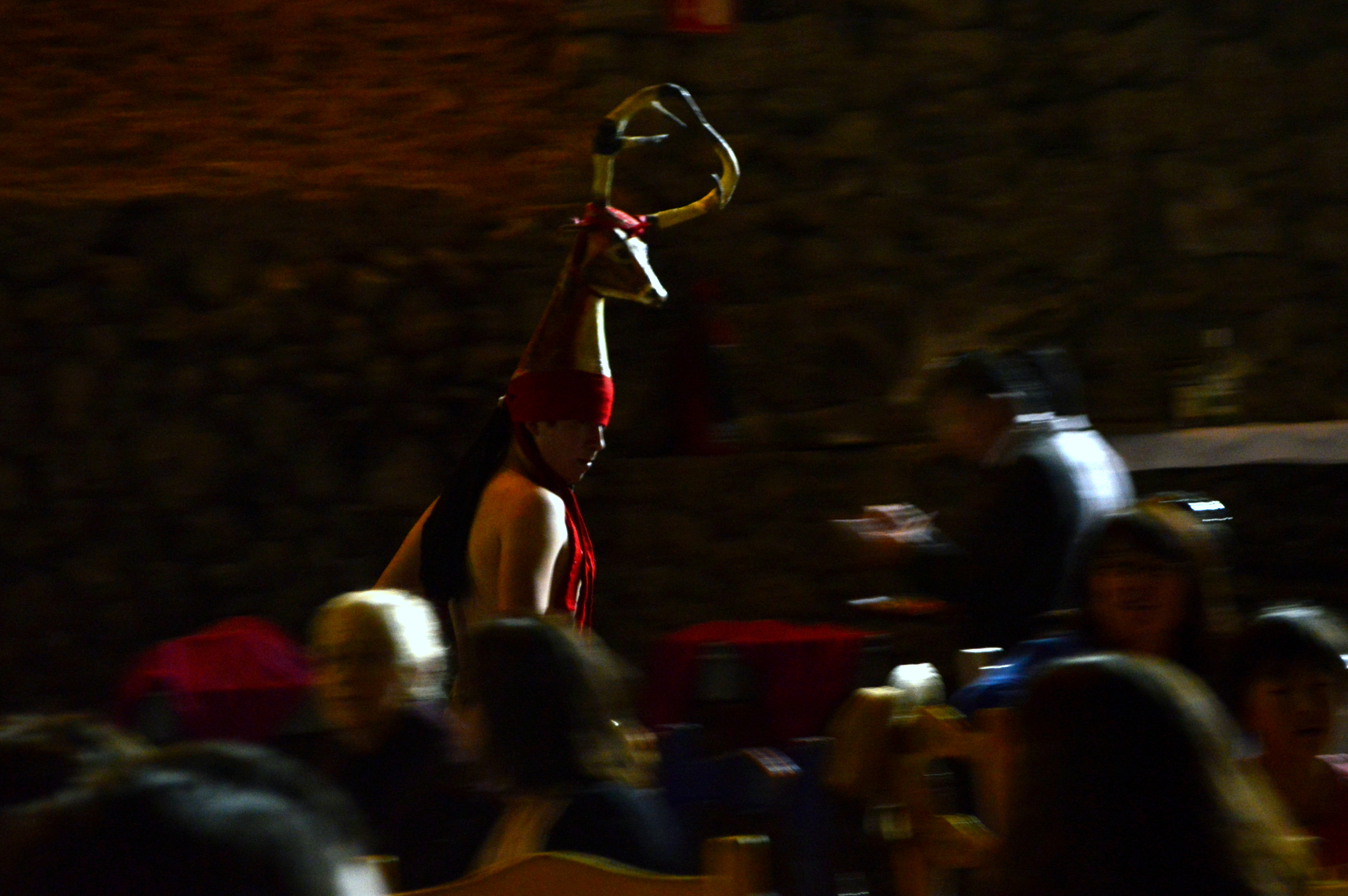
La Gruta Teotihuacan, 2020
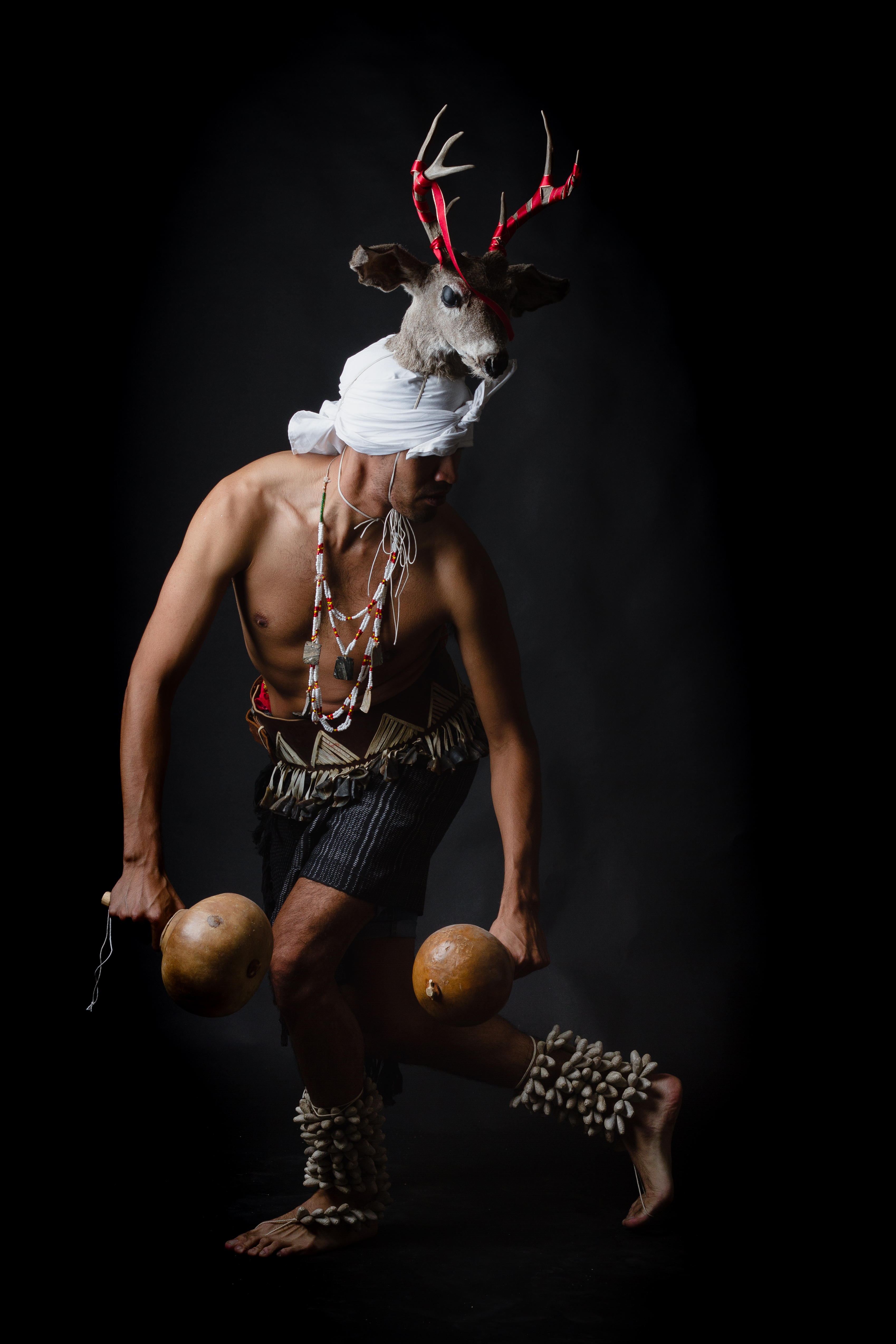
Un Yaqui
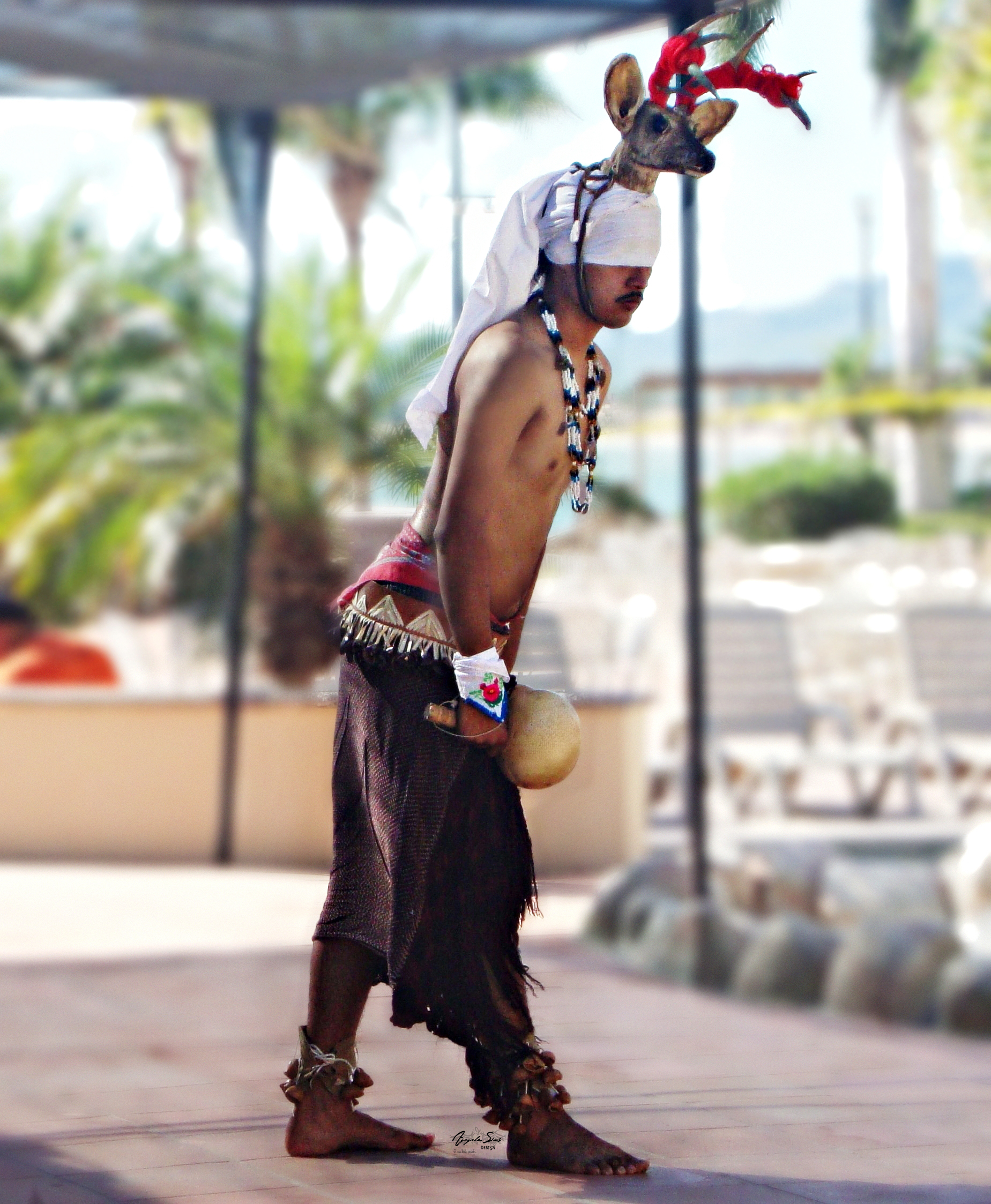
Danse du cerf à San Carlos Nuevo Guaymas, Sonora
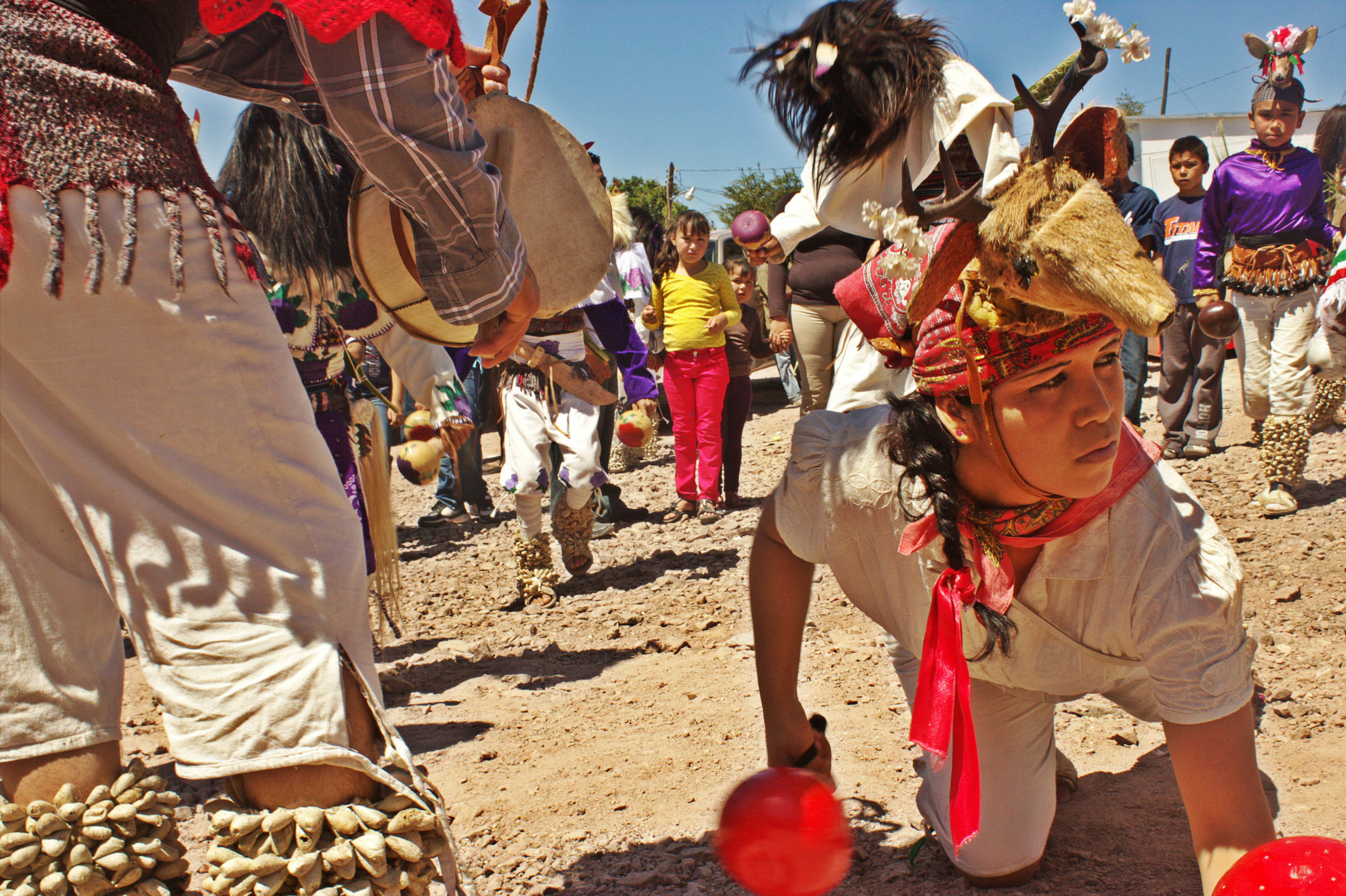
Une Mayo
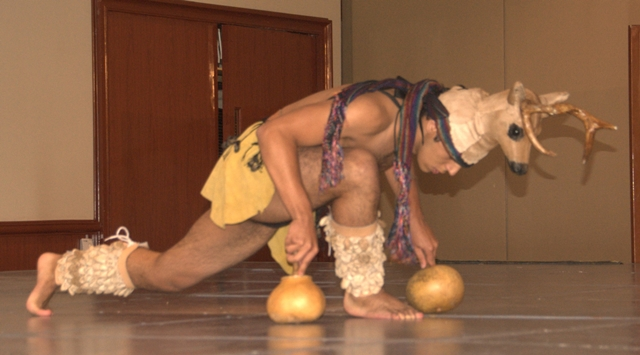
Danse du cerf exécutée par la compagnie de danse folklorique de l'Institut de technologie et d'études supérieures de Monterrey

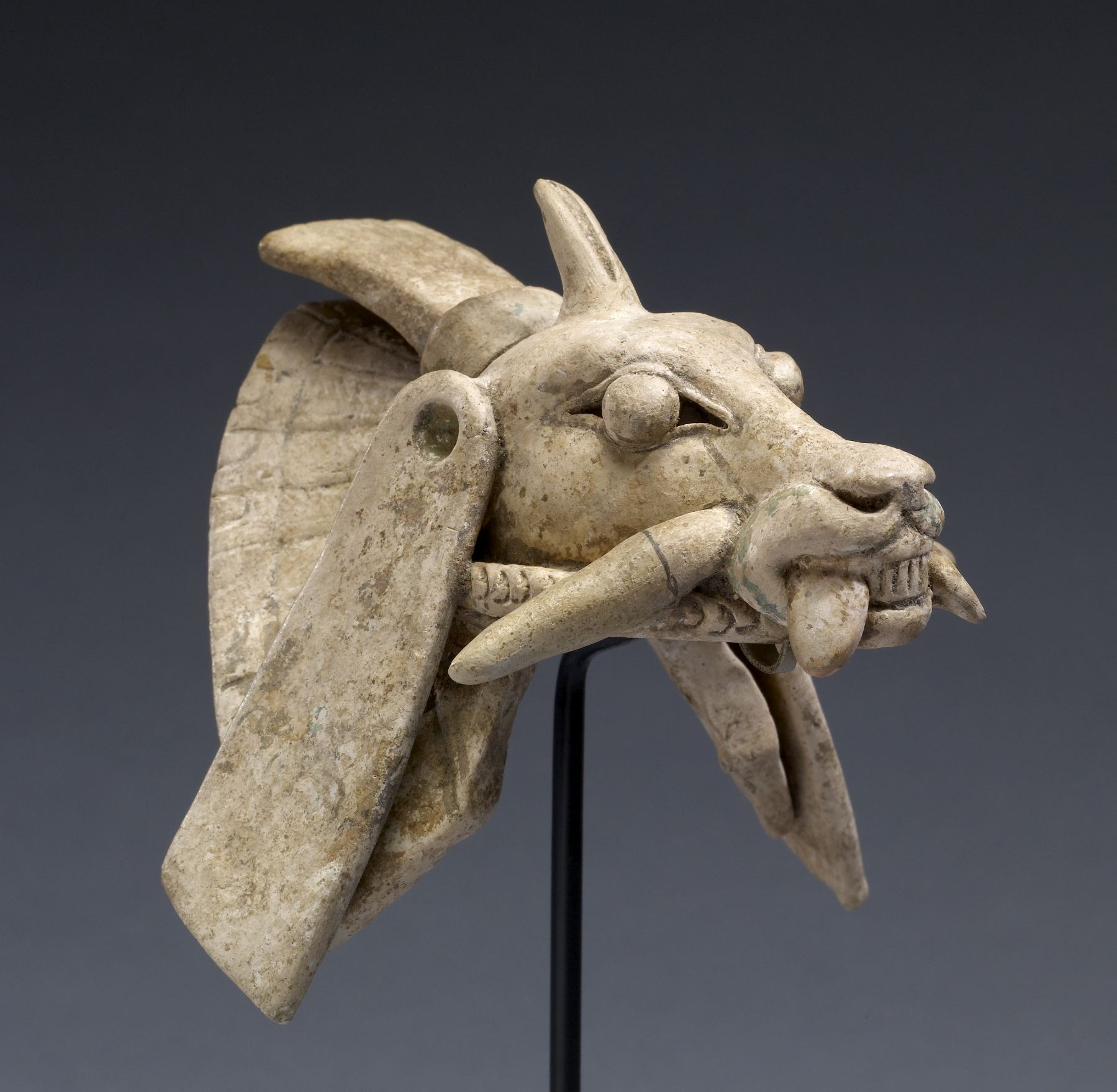
Veracruz.
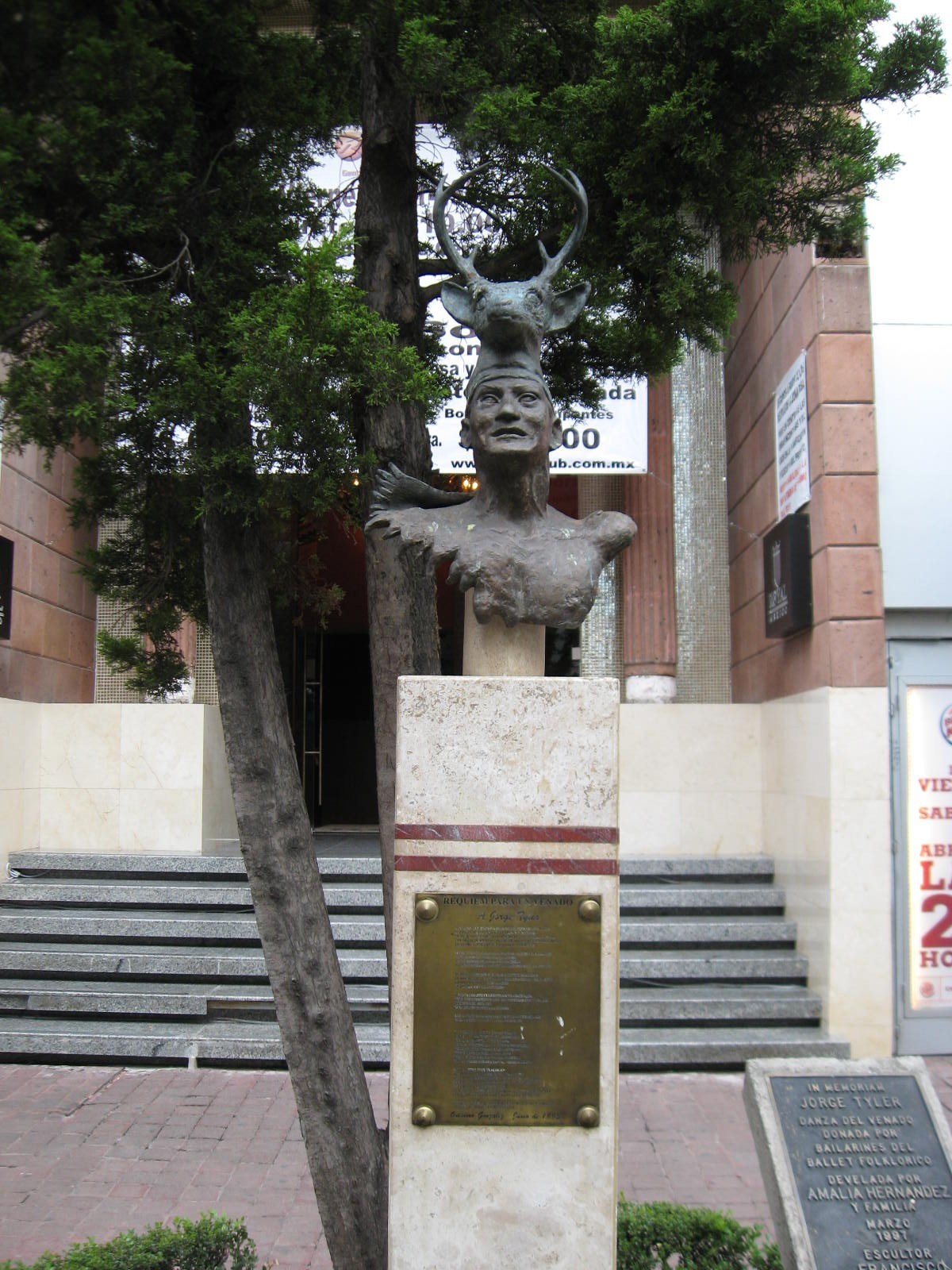
Sculpture à la mémoire du danseur de Jorge Tyler, exposée dans la rue Genova, dans la Zona Rosa de Mexico. Sculpté par Francisco Perez Martinez

## Thaïlande

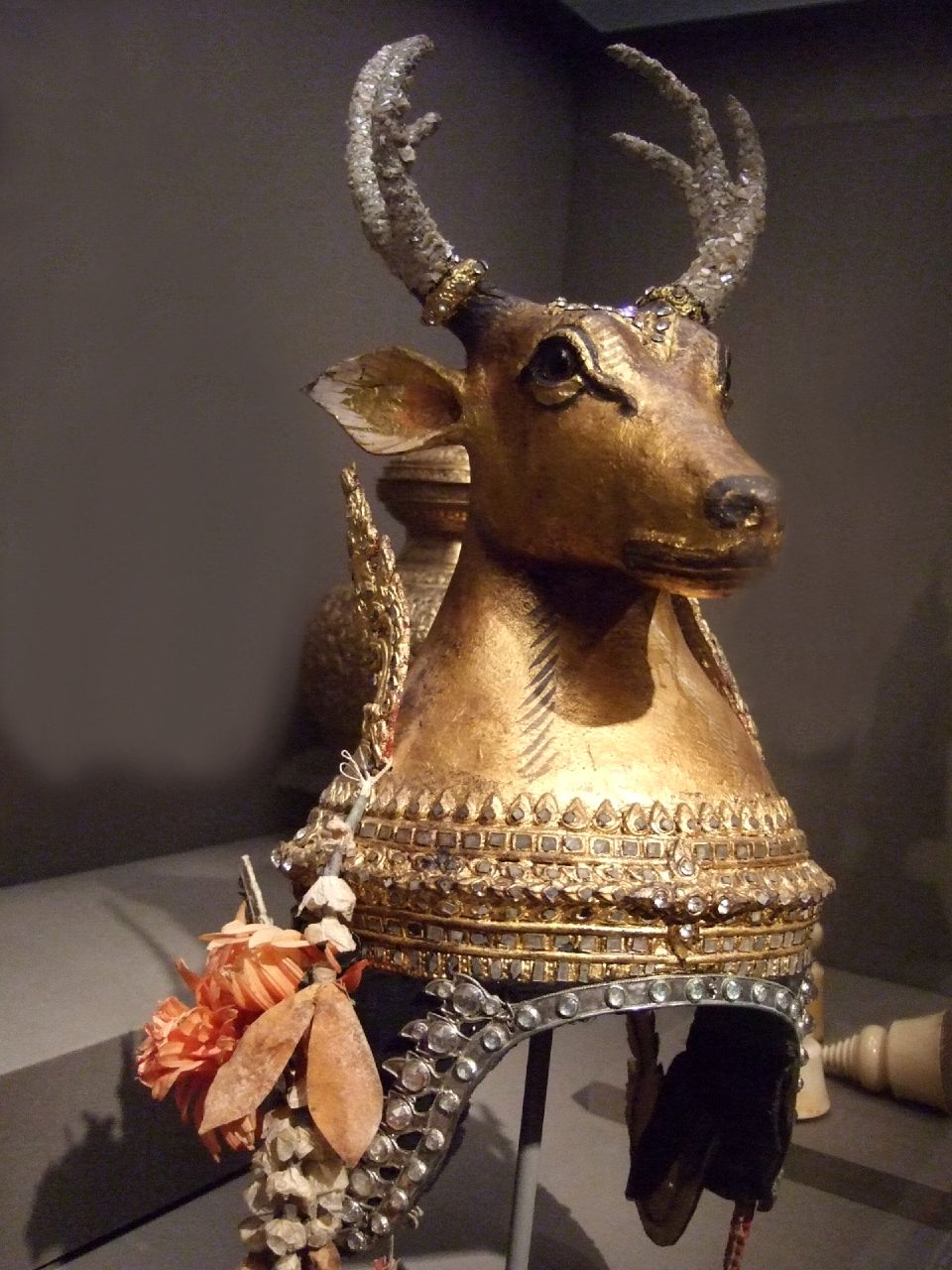
Coiffe théâtrale pour le cerf magique dans la danse dramatique du Ramayana. Papier mâché, verre et techniques mixtes, 1950-1960

## Tibet
- Shawa char cham.

Dans les royaumes sublimes des déités tantriques, tous les êtres sont transformés de leur état ordinaire en être éveillé afin d’accomplir les activités éveillées au bénéfice des autres. Le cerf représente une déité protectrice masculine dont les mouvements subjuguent les forces perturbant le développement spirituel. Cette danse est divisée en quatre étapes : inviter les bouddhas et bodhisattvas, leur faire des offrandes, accomplir des mouvements courroucés afin de surpasser les obstacles et enfin demander aux bouddhas et bodhisattvas de retourner dans leur royaume. La danse du cerf est très populaire au Tibet parce que la déité à tête de cerf était considérée comme étant un grand protecteur. 
Sous la direction de Jamyang Dorjee Chakrishar, l'Institut tibétain des arts du spectacle et sa déléguée Dolma Choden enseignèrent à la troupe du Théâtre du Soleil la danse du cerf (shawa chukar) pour la création de la pièce Et soudain, des nuits d'éveil d'Hélène Cixous et mise en scène par Ariane Mnouchkine.

Danse du cerf par un moine bouddhiste tibétain, du monastère de Séra
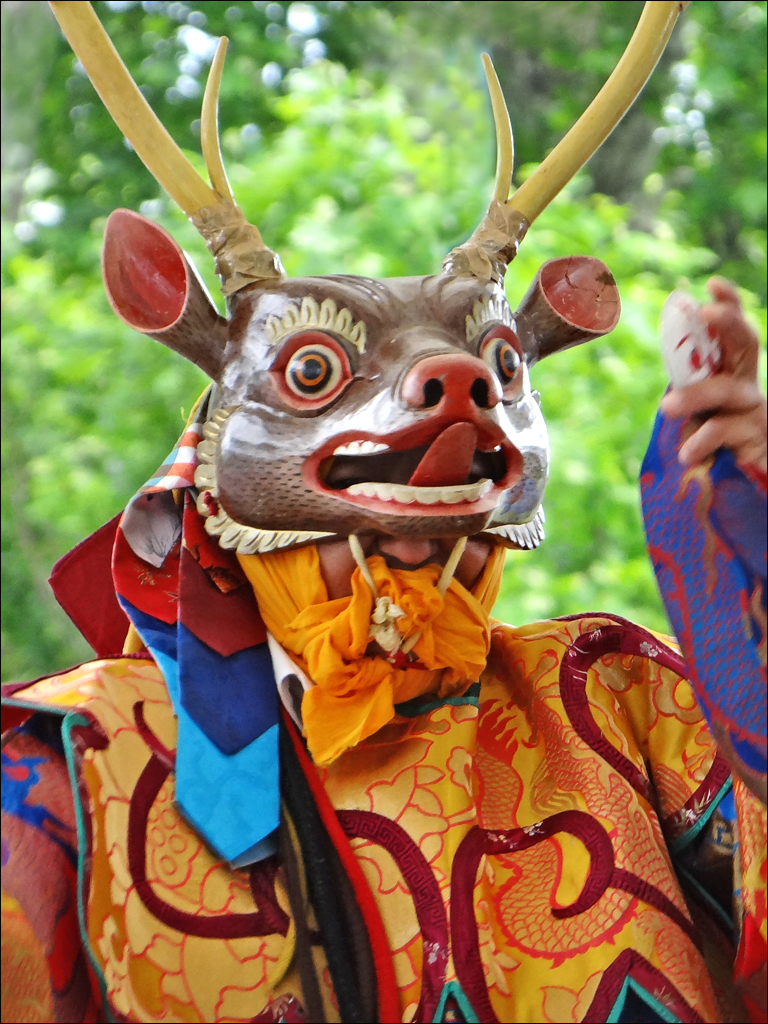
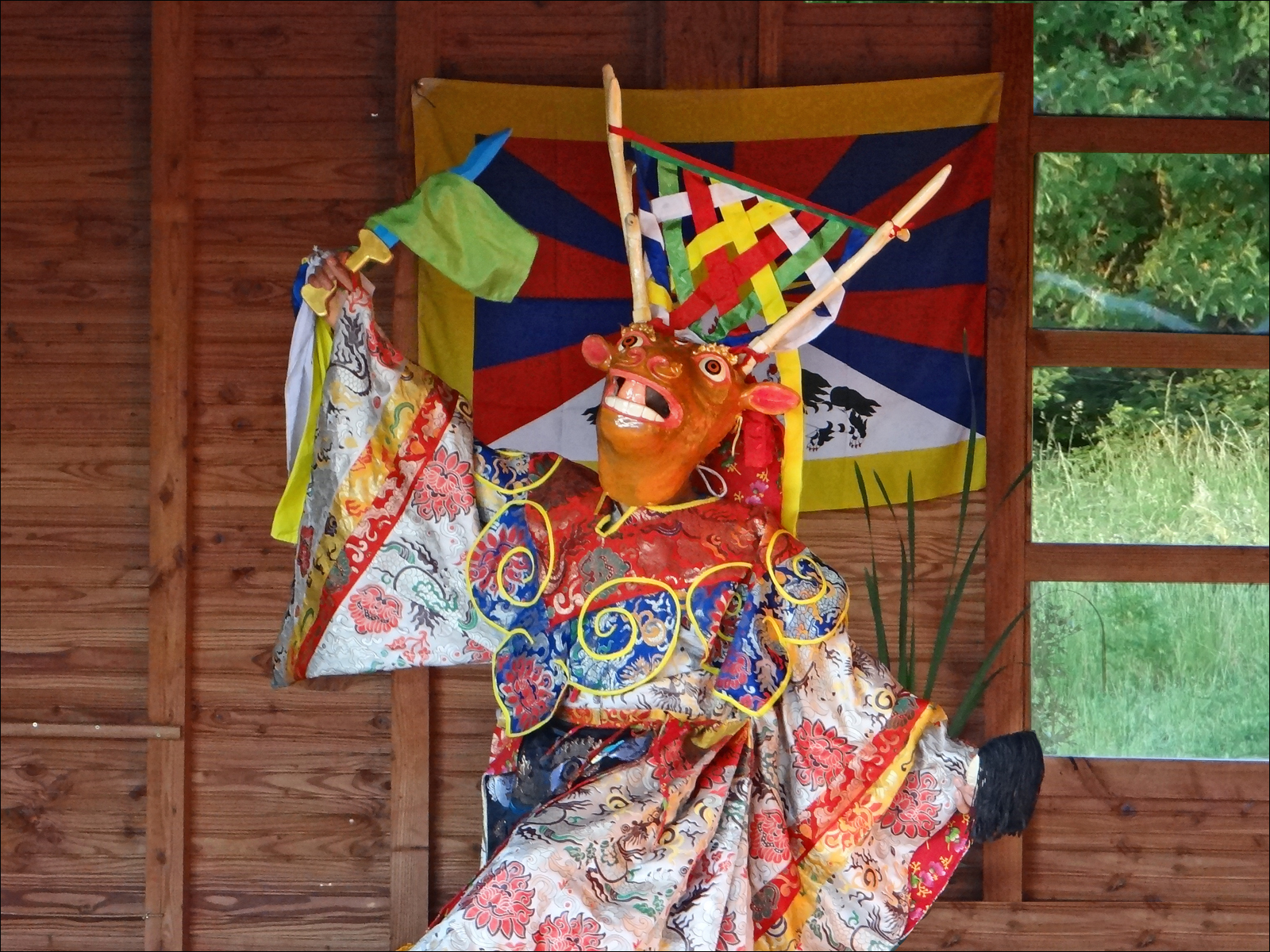
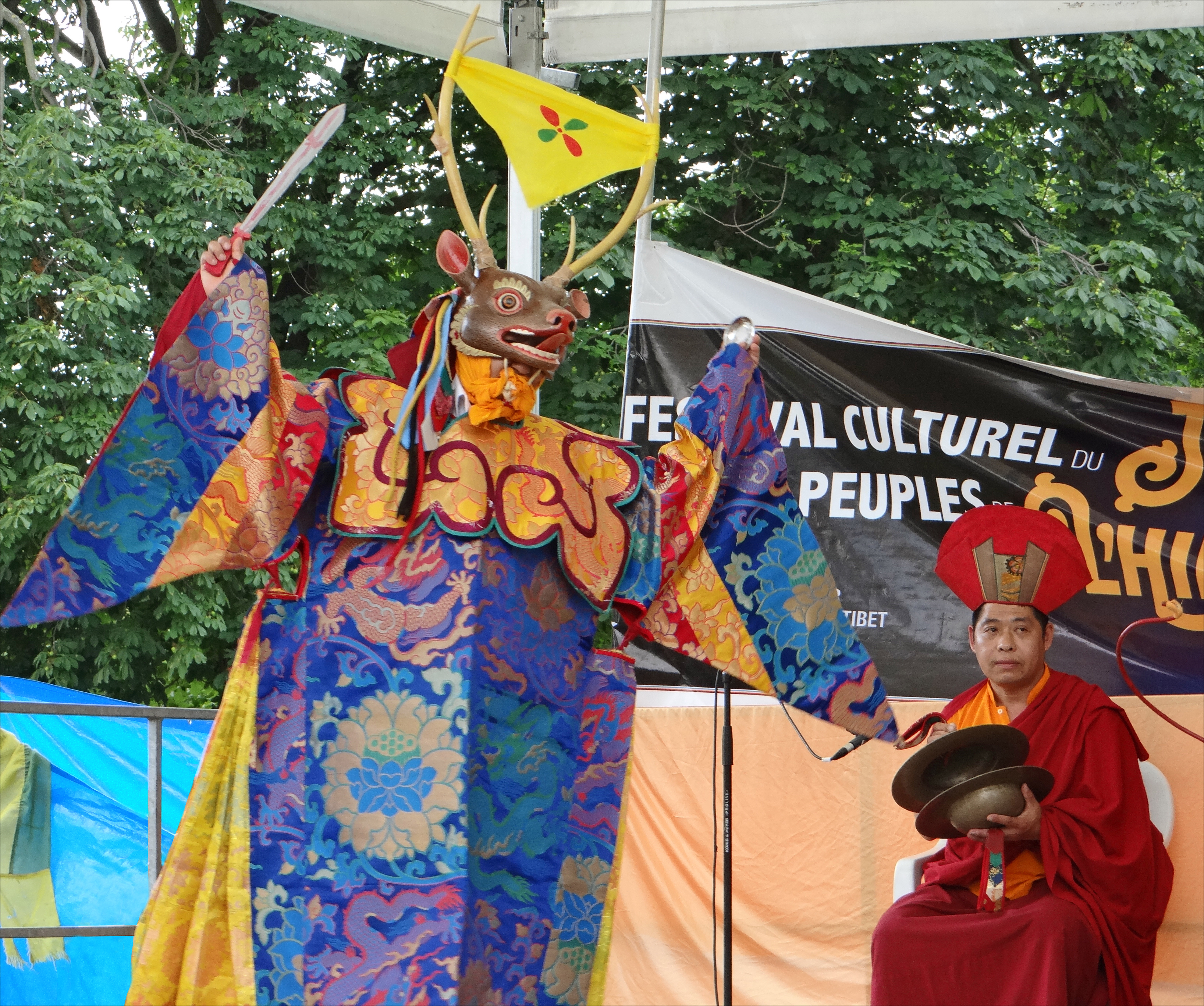